# 두근두근 문예부!
《두근두근 문예부!》(영어: 《Doki Doki Literature Club!》)는 팀 살바토가 개발한 비주얼 노벨 형식의 무료 게임이다. 학교의 문예부에 가입하고 각각 사요리, 나츠키, 유리, 모니카라는 4명의 여학생과 만나는 남학생의 이야기를 다루는 비주얼 노벨이다. 2017년 9월 22일에 마이크로소프트 윈도우, macOS, 리눅스로 출시되었다. 10월 6일에 Steam에 출시되었다. 언뜻 보기에는 평온한 미연시 게임인 것처럼 보이지만, 실제로는 제4의 벽을 깨는 심리적 공포 게임이다.
이 게임은 이전에 대난투 스매시브라더스 DX에 대한 모딩 작업으로 알려진 Dan Salvato가 이끄는 팀에 의해 약 2년 동안 개발되었다. Salvato에 따르면 이 게임은 애니메이션에 대한 혼합된 감정과 초현실적이고 불안한 경험에 대한 매혹에서 영감을 받았다고 한다. 출시 당시 Doki Doki Literature Club!는 호러 요소들로 인해 칭찬을 받았고 PC Gamer은 이 게임을 올해의 가장 놀라운 게임 중 하나라고 불렀다.